# Ново-Екатерининская больница
Ново-Екатерининская больница (Усадьба Гагариных) — здание № 15/29 на углу
улицы Петровки и Страстного бульвара в Москве. Изначально было усадьбой князей Гагариных, в 1802—1812 годах в ней располагался Английский клуб, с 1833 года — Ново-Екатерининская больница, которая в 1945 была реорганизована в городскую клиническую больницу № 24, она занимала дом до 2009 года. В настоящее время усадьба входит в комплекс зданий Московской городской думы.

## Расположение
Больница расположена в Центральном административном округе Москвы недалеко от Петровских ворот. Ближайшая станция метро — «Пушкинская». Рядом остановки автобусов: А, № 15 (ночной).

## История

### Здание до XIX века
В XVI веке на территории, которую занимает Ново-Екатерининской больница, стоял путевой дворец Василия III. По некоторым сведениям, до Василия III эта земля находилась во владении Василия II Темного.
Усадьба была построена в 1774—1776 годах для князя Сергея Гагарина по проекту архитектора Матвея Казакова. В 1786—1790-х годах владельцем дома является Сергей Сергеевич Гагарин, после него дом перешёл к сыновьям — Николаю и Сергею. В период с 1802 по 1812 годы усадьба была сдана в аренду Английскому клубу. В 1806 году в здании усадьбы был устроен обед в честь князя Петра Багратиона после победы под Шенграбеном. Картину того вечера по воспоминаниям современников восстановил писатель Лев Толстой в романе «Война и мир». После захвата Москвы французами усадьбу занял штаб главного интенданта наполеоновской армии. В числе интендантских офицеров был известный французский писатель Анри Бейль (Стендаль), который отмечал, что у них на родине нет ни одного клуба, который мог бы сравниться с Английским в Москве. После ухода французов из Москвы дом сильно выгорел в пожаре. С 1828 года Гагарины более не владели усадьбой

### Обустройство больницы
Здание пустовало c 1812 года, в 1828-м его выкупил военный генерал-губернатор Москвы Дмитрий Голицын за 45 тысяч рублей для устройства в нём больницы. С этой целью был приглашен архитектор Осип Бове. Он восстановил усадьбу, а также построил несколько дополнительных корпусов и церковь Александра Невского (строение № 9; была перестроена в 1872—1876 годах по проекту архитектора Александра Никифорова). Вместо парадной анфилады в новом проекте были устроены операционные и палаты для больных, арки на цокольном этаже были заменены имитирующими замковые камни горизонтальными перемычками, в качестве украшения был сделан эффектный фриз. В 1833 году по указу Николая I в здании разместилась Новая Екатерининская больница, которая предоставляла бесплатное лечение даже для низших сословий. В 1846 году, одними из первых в России, в больнице были созданы госпитальные клиники — хирургическая с урологическим отделением и терапевтическая.
В 1876 году больница получила статус Императорской. До 1884 года прием больных велся лишь дежурными врачами, которые ежедневно менялись. С 1884 года приемом занялись специально выделенные ординаторы, среди которых терапевт Василий Шервинский, невропатологи Владимир Муратов и Григорий Россолимо.
С историей больницы тесно связаны имена выдающихся русских медиков, которые работали в ней в разные годы. Хирурги Александр Бобров, Сергей Фёдоров, Пётр Герцен, Алексей Матынов, Фёдор Иноземцев, терапевты Николай Семашко, Захарьин Григорий, Роман Лурия, невропатологи Алексей Кожевников, Сергей Корсаков, Григорий Россолимо. В 1879 году в больнице начал свою педагогическую деятельность Алексей Остроумов (1844—1908). Среди студентов-медиков, проходивших практику в Ново-Екатерининской больнице, был Антон Чехов.
Ново-Екатерининская больница, которая финансировалась из казны, после революции работала также. В 1930 году больница стала клинической базой основанного санитарно-гигиенического факультета Первого Московского медицинского института.
Во время Великой Отечественной войны с июня 1941-го больница была эвакуационным госпиталем, а с осени 1942 до весны 1945 года — окружным военным госпиталем.

### Клиническая больница № 24
После войны больница получила статус городской клинической больницы № 24. В 1978 году три больницы Свердловского райздравотдела (№ 24, № 28, № 9) были объединены в одно учреждение, им выделили здание № 10 на
Писцовой улице. На Страстном бульваре остались хирургические колопроктологические службы больницы, диагностические отделения, консультативный отдел и отделение реабилитации стомированных больных, административные и хозяйственные подразделения больницы.
15 сентября 1992 года правительство Москвы приняло постановление N 746 «О генеральном плане развития и реконструкции московского городского сада „Эрмитаж“ и мерах его реализации». В рамках проекта в усадьбу Гагариных планировалось перенести Музей истории Москвы, который располагался в здании на Новой площади, а больница должна была окончательно переехать в здание на Писцовой улице. Прежние помещения музея на Новой площади должны были вернуться Московскому Патриархату. Проект реализован не был из-за его высокой стоимости — около 188 млн у.е.
В 2009 году был введен в эксплуатацию новый корпус на Писцовой улице, в него переехали оставшиеся на Страстном бульваре отделения больницы. После переезда здание усадьбы никак не использовалось.

## Современность

### Реставрация здания
В 2008 году был подготовлен проект реставрации здания Ново-Екатерининской больницы, разработанный архитектурной мастерской Станислава Мальцева в рамках реализации распоряжения Правительства Москвы от 10 октября № 2363-РП «О размещении главного дворца бракосочетания города Москвы в здании по адресу: Страстной бульвар, д. 15/29, стр. 1 (Центральный административный округ города Москвы)». Проект был согласован Мосгорнаследием в декабре 2010 года. Однако от этого проекта отказались из-за высокой стоимости (5 млрд рублей) и проблем с парковкой.
В 2012 году здание было передано ГУП «Московское имущество», по его заказу мастерская № 13 «Моспроект-2 им. М. В. Посохина» разработала новый эскизный проект реставрации: он предусматривал изменение фасадов здания. В этом же году начались работы по реставрации усадьбы. Договор генподряда был заключен с ФГУП «Атекс» и выполняются силами субподрядной организации ООО «Стройкомплект» под надзором «Моспроект-2 им. М. В. Посохина». Стоимость работ оценивалась в 3,1 млрд руб.
19 декабря 2012 года рабочая группа Комиссии Правительства Москвы по градостроительной деятельности в зонах охраны объектов культурного наследия рассмотрела вопрос о сносе трех корпусов (строения 3, 4, 8), входивших в состав комплекса Ново-Екатерининской больницы. 26 декабря состоялось заседание комиссии, вечером 31 декабря на территорию бывшей больницы была завезена строительная техника, а 1 января 2013 года корпуса были полностью снесены.
В июне 2013 года «Архитектурная Мастерская Мальцева» и движение «Архнадзор» подали иск в арбитражный суд Москвы с требованием признать незаконным снос корпусов. Мальцев ссылался на постановление правительства Москвы № 907, запрещающее какое-либо строительство в границах охранной зоны памятника. Иск был отклонен.
В августе этого же года Мальцев подал повторный иск, который касался авторских прав на реставрационный проект. Он утверждал, что его мастерская разработала первоначальный проект реставрации Ново-Екатерининской больницы, однако проект был передан ГУП «Моспроект-2» без их согласия и с нарушением авторских прав. В июле 2015 года арбитражный суд Москвы признал за «Архитектурной мастерской Мальцева» исключительные права на проект реставрации, а в октябре это решение подтвердил 9-й арбитражный апелляционный суд.
В 2015 году завершилась реставрация, которая прошла на площади 11 тыс. м². Внутри здания было заменено 90 % перекрытий, восстановлены кирпичные стены и своды (на это ушел 1 млн специальных кирпичей), воссозданы полы вестибюля из песчаника, а также исторический паркет. По сохранившемуся фрагменту чугунной ступени реставраторы воспроизвели облик парадной лестницы. В домовой церкви были отреставрированы деревянные стены и арки, восстановлена архитектурно-планировочная структура, расчищена и дополнена живопись на сюжет «Вознесение Христа». По небольшому осколку мрамора удалось воссоздать колоннаду. На основании архивных данных и сохранившихся фрагментов убранства в зале для собраний специалисты восстановили оригинальный паркет и лепной декор на потолке. Историческая роспись стен в живописной технике маслом была воссоздана по небольшому фрагменту, который обнаружили в ходе реставрации. При реставрации открылись фрагменты фасадной стены строения рубежа XVII—XVIII веков, которые были скрыты более 250 лет. Они представляют собой уникальные свидетельства архитектуры первых каменных зданий, построенных в Москве после смерти Петра I.
Реставраторы восстановили первоначальный декор усадьбы, белокаменные подоконники, междуэтажные карнизы, цоколь здания, лепной портик фасада и восстановлен герб Российской империи на том месте, где до реставрации находился герб СССР. Усадебный парк был отреставрирован на основе чертежей архитектора Бове и данных, полученных в ходе археологических раскопок. Также реставрационные работы провели во флигеле и храме во имя святого благоверного князя Александра Невского. На территории усадьбы построили общественное здание с подземным переходом и парковкой, а также ряд вспомогательных строений.

### Археологические находки
С 2013 по 2015 год на территории бывшей больницы работали археологи, они обнаружили более 5000 ценных предметов: керамическую посуду, украшения, коллекцию предметов из резной кости, нумизматическую коллекцию, в том числе монеты Священной Римской империи и старинные государственные награды Западной Европы. Кроме того были обнаружены керамические игрушки, например, впервые найдены детские игрушечные пистолеты XIX века. Важной находкой на территории стал указ императора Николая I об учреждении в здании усадьбы больницы, а также план 1828 года, по которому в то время построили здание и разбили парк. Также в ходе раскопок учёные наткнулись на камни граната из рудников, располагавшихся на северо-западе Руси, общий вес камней составил 2,5 кг.

### Въезд Мосгордумы
В ноябре 2015 года Мосгордума переехала из комплекса зданий на Петровке в новое здание на территории Ново-Екатерининской больницы.
24 апреля 2017 года возле комплекса зданий Мосгордумы был открыт парк, который могут посетить все желающие в выходные и праздничные дни. Посмотреть архитектурный комплекс изнутри можно только в составе организованных экскурсионных групп.
По состоянию на 2019 год, этот объект вместе с прилегающими зданиями и парком называется «Московским парламентским центром».

## Архитектура

### Старое здание
Усадьба построена в стиле классицизма и стоит на участке площадью 3,5 гектара. Центральная трехэтажная часть здания украшена 12-ю колоннами по главному фасаду, протяжённые боковые крылья имеют два этажа, планировка парадного второго этажа анфиладная. С левой стороны дома вдоль Страстного бульвара находится полуциркульный корпус с флигелем.

### Новое здание
Проект нового здания, в котором расположилась Мосгордума, разработало бюро Speech. Авторами проекта были Михаил Посохин и Сергей Чобан. Площадь застройки составила 2 212 м²
.
Фасад здания дополнен псевдоколоннами и подобием портика, что, по замыслу авторов, должно отсылать к парадной архитектуре старого особняка. Строение имеет прямоугольный план, благодаря чему планировка внутренних помещений организована наиболее рационально. Зал заседаний занимает площадь 363 м², комната для голосования — 24 м², а комната отдыха — 40 м². Кабинет председателя думы составляет 176 м² и включает в себя переговорную, приемную и комнату отдыха. Каждый из четырёх заместителей также имеет кабинет с таким же набором помещений, но общей площадью по 81 м². Каждому из 45 депутатов предоставлено по кабинету площадью 30 м².